# Boca del Río, Guerrero
Boca del Río är en ort i Mexiko.   Den ligger i kommunen Florencio Villarreal och delstaten Guerrero, i den södra delen av landet, 300 km söder om huvudstaden Mexico City. Boca del Río ligger 8 meter över havet och antalet invånare är 492.
Terrängen runt Boca del Río är mycket platt. Havet är nära Boca del Río åt sydväst.  Närmaste större samhälle är Las Vigas, 14,1 km norr om Boca del Río. 